# Gautier I. Tirel
Gautier (I.) Tirel (oder Tyrell, Tyrrel, Tyrrell) war Seigneur de Poix etc. in der Picardie im 11. Jahrhundert.

## Leben
Gautier Tirel war Seigneur de Poix, Bussy-lès-Poix, Croixrault, Équennes, Famechon, Frémontiers et de Moyencourt. Er war Vasall des Grafen von Amiens und an den Grenzen der Grafschaft angesiedelt. Um 1040 ließ er die Festung Famechon und die Burgen Poix und Moyencourt errichten. Vor 1066 nahm Tirel Verbindungen mit dem Herzogtum Normandie auf.
Sein Name (Gautier Tirel) ist in der Liste der Begleiter Wilhelms des Eroberers in der Kirche von Dives-sur-Mer (erstellt im 18. Jahrhundert) eingraviert, aber es gibt keinen Beweis dafür, dass er tatsächlich an der Schlacht von Hastings teilgenommen hat.

## Ehe und Nachkommen
Gautier Tirel heiratete Alix de Frémontiers (* um 1030), mit der er zwei Söhne hatte:
- Gautier II. Tirel, ein enger Freund des zweiten normannischen Königs von England, Wilhelm Rufus, und sein mutmaßlicher Mörder am 2. August 1100
- Osmont Tirel, Seigneur de Frémontiers; ⚭ Havoise de Conty, die zwei Kinder hatten.[2]